# Mi nombre es Ninguno
Mi nombre es Ninguno es una película italo-alemana del año 1973 dirigida por el cineasta italiano Tonino Valerii, con Sergio Leone como productor y codirector, aunque no aparece acreditado. Es una comedia con tintes serios, ambientada en el oeste estadounidense, dentro del subgénero del spaghetti western, y con actuación de Henry Fonda y Terence Hill.

## Argumento
Jack Beauregard (Henry Fonda) decide abandonar América, enterrando de esta manera la gran leyenda de justiciero que se ha forjado, para marcharse a Inglaterra (Europa) y empezar así una nueva vida. Para ello, deberá llegar al barco que zarpará de Nueva Orleans en 16 días.
De camino a Nueva Orleans, mientras Jack busca a su hermano Nevada Kid, sin saber que está muerto, conoce a un misterioso forastero cuyo nombre es Ninguno (Terence Hill), quien no se separará de él y le seguirá a todas partes. Ambos tendrán algún que otro desencuentro, pero Ninguno ayudará a Jack a enterrar su pasado de justiciero de la manera más gloriosa posible, amén de meterle en algún que otro lío, ya que ha sido admirador suyo desde la niñez.

## Reparto
- Terence Hill: Ninguno
- Henry Fonda: Jack Beauregard
- Jean Martin: Sullivan
- Piero Lulli: Sheriff
- Mario Brega: Pedro
- Mark Mazza: don John
- Benito Stefanelli: Porteley
- Christian Moretti: Rex
- Tommy Polgar: Juan

## Curiosidades
- Tras la filmación de esta película, el director Tonino Valerii terminó muy enfadado con Sergio Leone, y dijo no volver a participar en proyecto alguno con él.